# Plectrocnemia bifurcata
Plectrocnemia bifurcata är en nattsländeart som beskrevs av Tian, Tian, Li, Yang och Sun, in Chen, editor 1993. Plectrocnemia bifurcata ingår i släktet Plectrocnemia och familjen fångstnätnattsländor. Inga underarter finns listade i Catalogue of Life.